# Стоилов, Станимир
Станимир Стоилов (также встречается написание Стойлов; болг. Станимир Колев Стоилов; род. 13 февраля 1967, Хасково) — болгарский футболист, главный тренер турецкого клуба «Гёзтепе». Выступал за сборную Болгарии.

## Карьера

### Клубная
Выступал в чемпионатах Болгарии, Турции и Португалии. В 295 играх чемпионата Болгарии полузащитник Стоилов забил 75 голов, из них в высшей лиге — 234 матча и 53 гола.
Четырёхкратный чемпион Болгарии — 1995, 2000, 2001, 2002 в составе клуба «Левски» (София).
Пятикратный обладатель Кубка Болгарии — 1991, 1992, 2000, 2002, 2003 в составе клуба «Левски» (София).
За национальную сборную Болгарии (1992—2000) провёл 14 игр, забил 3 гола.

### Тренерская
После окончания игровой карьеры занялся тренерской работой. В 2006 и 2007 гг. привёл к чемпионству свой клуб «Левски» и сделал его первым болгарским клубом, пробившимся в групповой турнир Лиги чемпионов 2006/07. В 2007 и 2009—2010 годах возглавлял сборную Болгарии.
С 21 июня 2014 года Станимир Стоилов работал с казахстанским клубом «Астана». Возглавив клуб, в том же году он сразу привёл его к первому чемпионству в национальном первенстве. В сезоне 2015 года повторил успех, вновь выиграв золотые медали и ещё Суперкубок страны. А 26 августа 2015 года Стоилов смог впервые для казахстанского футбола вывести столичный клуб «Астана» в групповой этап Лиги чемпионов и заработать первые турнирные очки в ЛЧ, сыграв дома вничью с турецким «Галатасараем» (2:2), мадридским «Атлетико» (0:0) и португальской «Бенфикой» (2:2). После этого Стоилову предложили продлить контракт с «Астаной» за миллион долларов, ведь «Астана» заработала свыше 16 миллионов евро только за участие в Лиге чемпионов. После выездной ничьей в Стамбуле с «Галатасараем» (1:1) Стоилов дал согласие на продление контракта с «Астаной» ещё на два года, хотя уже получил более заманчивые предложения из Катара и Китая.
В 2016 году Стойлов впервые с «Астаной» сделал «золотой дубль», выиграв и чемпионат и Кубок страны одновременно. В 2017 году Стоилов снова привёл свой клуб к золотым медалям, став чемпионом Казахстана в четвёртый раз подряд. Он впервые вывел казахстанский клуб в плей-офф Лиги Европы УЕФА, где команда в борьбе уступила португальскому «Спортингу» (1:3, 3:3).
8 января 2018 года «Астана» и Станимир Стоилов заключили новый контракт до конца 2018 года; по данным болгарской прессы сумма контракта 1,2 миллиона евро в год.
1 марта 2018 года Стоилов принял предложение ФФК стать главным тренером сборной Казахстана по футболу сроком на два года. При нём впервые после 12 матчей без побед сборная РК 23 марта обыграла команду Венгрии в товарищеском матче на выезде (3:2).
В новом турнире для сборных «Лиге наций УЕФА» сборная Казахстана осенью заняла второе место в группе, проиграв оба матча победителю — сборной Грузии. И в январе 2019 года Стойлов покинул свой пост.

## Достижения

### Как игрок
- Чемпион Болгарии (4): 1994/95, 1999/00, 2000/01, 2001/02
- Обладатель Кубка Болгарии (5): 1991, 1992, 2000, 2002, 2003

### Как тренер
- Чемпион Болгарии (2): 2006, 2007
- Чемпион Казахстана (4): 2014, 2015, 2016, 2017
- Обладатель Кубка Казахстана: 2016
- Обладатель Суперкубка Казахстана: 2015, 2018
- Лучший тренер казахстанской премьер-лиги: 2015[12], 2016[13], 2017[14]
- Лучший тренер Болгарии-2015 по версии журналистов[15]
- Высшая награда Болгарии в области спорта орден «Венец победителя» «за достижения в качестве игрока, за тренерские заслуги и вклад в развитие болгарского футбола» (1 июля 2018)[16].